# إدوارد سوغومونيان
إدوارد سوغومونيان (من مواليد 19 فبراير 1990) هو مصارع ثقافي روماني روماني ذو وزن ثقيل. تنافس في البرازيل في دورة الألعاب الأولمبية الصيفية لعام 2016، ولكنه قضى عليها في المباراة الأولى.

## روابط خارجية
- إدوارد سوغومونيان على موقع قاعدة بيانات المصارعة الدولية (الإنجليزية)
- إدوارد سوغومونيان على موقع أوليمبيديا (الإنجليزية)
- إدوارد سوغومونيان على موقع اللجنة الأولمبية البرازيلية (البرتغالية)